# Stanfieldiella axillaris
Stanfieldiella axillaris är en himmelsblomsväxtart som beskrevs av John Kenneth Morton. Stanfieldiella axillaris ingår i släktet Stanfieldiella och familjen himmelsblomsväxter. Inga underarter finns listade.